# Automeris harriyungasiana
Automeris harriyungasiana é uma espécie de mariposa do gênero Automeris, da família Saturniidae.
Sua ocorrência foi registrada na Bolívia e no Peru.